# 李倪氏節孝坊
李倪氏節孝坊位於四川省自貢市自流井區，文物遺址年代判定為清。2012年7月16日公佈為第八批四川省文物保護單位。

## 簡介[2]
李倪氏節孝坊位於四川省自貢市自流井區大灣井社區1組，建於清光緒十三年（1887），坐東北向西南。牌坊為石結構，五樓四柱三門，牌坊寬7.4公尺，厚2.5公尺，牌坊屋面刻出瓦隴，簷角起翹，正樓的屋頂部分為仿廡殿式構造，屋頂兩端為鴟吻，頂端正中便是火焰牌，主樓之下，次樓之間為“九龍聖旨牌”。牌坊通體雕刻精美，花鳥人物、龍獅松鶴，均鏤刻得栩栩如生，上方的聖旨匾額更是鏤空雕刻了九龍祥雲。牌坊主體雕刻保存完整，具有較高的歷史和科學藝術價值。第三次全國文物普查新發現。